# Transparenzprinzip (Steuer)
Das Transparenzprinzip besagt, dass eine Personengesellschaft (z. B. KG, OHG) selbst kein einkommensteuerpflichtiges Steuersubjekt ist und insofern für die Besteuerung „transparent“ ist. Das Transparenzprinzip gilt nicht für die Gewerbesteuer, da nach § 5 GewStG die Personengesellschaft selbst Steuerschuldner ist und somit keine Verlagerung der Steuerschuld auf die Gesellschafter erfolgt. Der Körperschaftsteuer kann eine Personengesellschaft regelmäßig nicht unterliegen, da sie nicht in § 1 KStG aufgeführt ist; eine Option zur Körperschaftsbesteuerung ist jedoch für bestimmte Personengesellschaften für Wirtschaftsjahre ab 2022 möglich (§ 1a KStG).

## Behandlung im Einkommensteuerrecht
Nach § 2 Abs. 1 Satz 1 EStG unterliegen der Einkommensteuer Einkünfte, die der Steuerpflichtige erzielt. Einkommensteuerpflichtig sind laut § 1 Abs. 1 Satz 1 EStG natürliche Personen, z. B. die Gesellschafter oder Mitunternehmer einer Personengesellschaft. Der Gewinn oder Verlust wird auf Ebene der Gesellschaft ermittelt und auf die Mitunternehmer verteilt. Diese haben den Gewinn in der Regel als Einkünfte aus Gewerbebetrieb zu versteuern.

## Gegensatz zum Transparenzprinzip
Der Gegensatz zum Transparenzprinzip ist das Trennungsprinzip, hauptsächlich angewendet bei Kapitalgesellschaften. Dieses besagt, dass die Besteuerung der Kapitalgesellschaft unabhängig von der Besteuerung der Erträge aus den Anteilen der Anteilseigner erfolgt.